# شاعر برنده جایزه بریتانیا

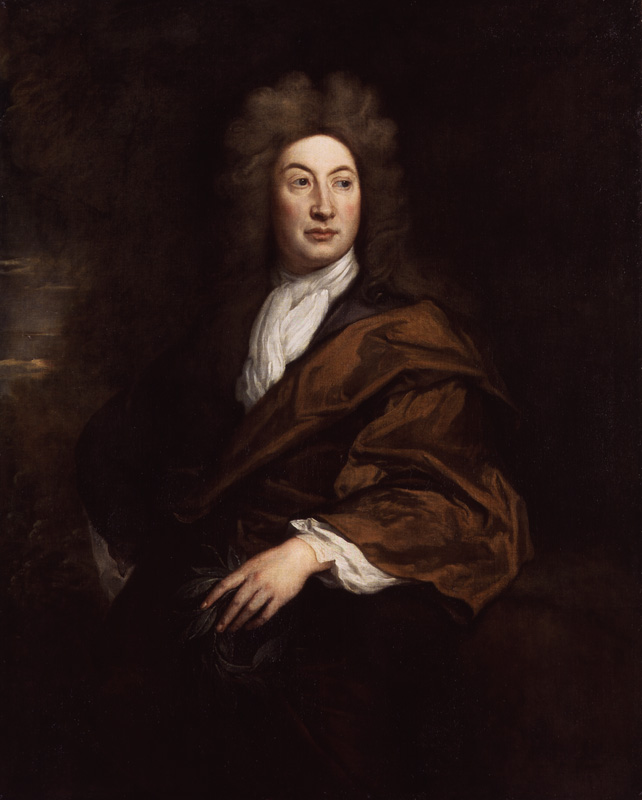
جان درایدن ، نخستین شاعر برنده جایزه بریتانیا

برنده جایزه شاعر بریتانیایی یا ملک‌الشعرای بریتانیا یک جایگاه افتخاری است که توسط پادشاه بریتانیا و تاکنون به پیشنهاد نخست‌وزیر این کشور منصوب می‌شود. این نقش لازمهٔ وظایف ویژه‌ای نمی‌باشد، ولی این انتظار هست که دارندهٔ آن برای مناسبت‌های اصلی ملی، شعر بنویسد. سرچشمهٔ این جایزه به سال ۱۶۱۶ برمی‌گردد که در آن حقوق بازنشستگی به بن جانسون عرضه می‌شود، ولی نخستین دارندهٔ رسمی این جایگاه جان درایدن بود که در سال ۱۶۶۸ از طرف چارلز دوم انتخاب می‌شود. بعد از آن درست پس از مرگ آلفِرِد لُرد تِنیسُن، که در میان ماه‌های نوامبر ۱۸۵۰ و اکتبر ۱۸۹۵ این جایگاه را عهده‌دار بود، به مدت ۴ سال وقفه تحت عنوان علامت احترام موجود بود. بعدها اشعار برندهٔ جایزهٔ تنیسُن «قصیده در رابط با درگذشت دوک ولینگتون» و «حملهٔ تیپ نور» به اختصاص از طرف مردم دورهٔ ویکتوریا مورد توجه قرار گرفت. بعد از آن ۴ شاعر با نام‌های توماس گرِیْ، فیلیپ لارکین، ساموئل راجرز و والتر اسکات برندگیِ جایزه را نپذیرفتند. بعدها در سال ۱۹۹۹ به شکل کاملاً تاریخی برای یک دورهٔ نامعلوم انتخاب شده، بعد از آن این جایگاه برای یک دورهٔ ۱۰ ساله می‌باشد. در حال حاضر، دارندهٔ این جایگاه سیمون آرمیتاژ است که در مهٔ ۲۰۱۹ جانشین کارول آن دافی (دارندهٔ این لقب برای ۱۰ سال) شد.